# Constantin Constantinescu-Claps
Constantin Constantinescu-Claps, romunski general, * 1884, † 1961.